# Пермитин, Василий Константинович
Васи́лий Константи́нович Перми́тин (род. 4 ноября 1990) — российский легкоатлет, специалист по бегу на длинные дистанции и горному бегу. Выступает на крупных соревнованиях с 2012 года, двукратный серебряный призёр чемпионатов России по горному бегу, участник чемпионатов мира и Европы по горному бегу в составе российской сборной. Представлял Татарстан. Мастер спорта России. Также известен как триатлонист, тренер по лёгкой атлетике и триатлону.

## Биография
Василий Пермитин родился 4 ноября 1990 года. Сын известных бегунов Константина Викторовича и Ирины Эдуардовны Пермитиных. Отец — двукратный победитель Московского международного марафона мира, мать — бронзовая призёрка чемпионата Европы в марафоне.
Занимался лёгкой атлетикой с 2002 года, проходил подготовку под руководством своих бабушки с дедушкой, тренеров по бегу, а позже — под руководством отца. Представлял Набережные Челны и Татарстан, всероссийское физкультурно-спортивное общество «Динамо».
В 2012 году на зимнем молодёжном чемпионате России в Саранске закрыл десятку сильнейших в беге на 3000 метров. Позднее на чемпионате России по горному бегу в Красной Поляне завоевал серебряную награду на 30-километровой дистанции, уступив только новосибирцу Юрию Тарасову.
В 2013 году стал серебряным призёром на чемпионате России по горному бегу в Железноводске, на дистанции 9,6 км пропустил вперёд лишь представителя Удмуртии Александра Зембекова. В составе российской сборной принял участие в чемпионате Европы по горному бегу в Боровеце, где занял 15-е место в личном зачёте и шестое в командном, и в чемпионате мира по горному бегу в Крыница-Здруй. Также на чемпионате России в Москве стартовал в беге на 5000 метров и в беге на 3000 метров с препятствиями, но попасть здесь в число призёров не смог.
В 2014 году бежал 5000 метров на зимнем чемпионате России в Москве и 1500 метров на летнем чемпионате России в Казани.
В 2015 году в дисциплине 3000 метров стартовал на зимнем чемпионате России в Москве, в дисциплине 1500 метров — на Кубке России в Ерино, в дисциплине 10 000 метров — с личным рекордом 31:07.08 занял 16 место на чемпионате России в Жуковском. Среди прочего финишировал третьим на полумарафоне в Салониках, так же установив личный рекорд — 1:07:54. Отметился выступлением на чемпионате мира по горному бегу в Уэльсе.
В 2016 году показал 12-й результат в беге на 10 000 метров на чемпионате России в Чебоксарах, восьмой результат на чемпионате России по полумарафону в Ярославле.
В 2017 году бежал 1500 и 3000 метров на зимнем чемпионате России в Москве, стал третьим на Московском полумарафоне, выступил на чемпионате России по бегу на 10 000 метров в Жуковском.
Впоследствии увлёкся триатлоном, становился победителем Кубка России по триатлону на средней дистанции, выполнил норматив мастера спорта в данной дисциплине. В 2022 и 2023 годах выигрывал турниры по триатлону Ironstar в Москве. Участвовал в ультрамарафоне Wings for Life World Run.
В 2023 году пробежал 10 км в рамках полумарафонов в Санкт-Петербурге и Алма-Ате, занял пятое и седьмое места соответственно. В первом случае установил личный рекорд — 31:18.
Окончил факультет журналистики Казанского государственного университета (2014) и аспирантуру Поволжской государственной академии физической культуры, спорта и туризма (2017). Проживает в Москве, проявил себя на тренерском поприще.